# Circolo Petraševskij

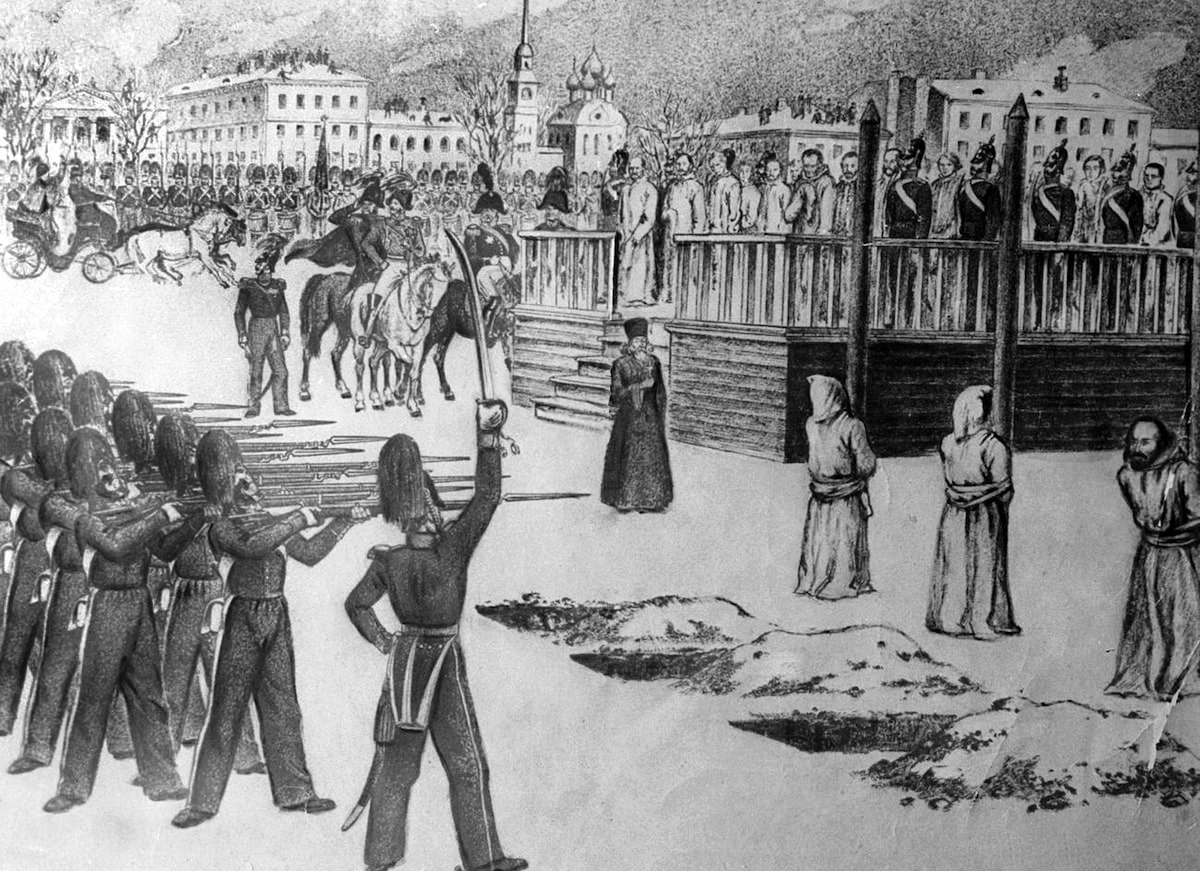
I membri del circolo Petraševskij durante l'esecuzione che fu poi annullata nel 1849 a San Pietroburgo

Il Circolo Petraševskij è stato un gruppo di discussione letteraria composto da intellettuali russi di mentalità progressista attivo a San Pietroburgo negli anni '40 del XIX secolo. L'organizzatore, e colui che dà il nome al circolo, è Michail Vasil'evič Butaševič-Petraševskij, un seguace del socialista utopista francese Charles Fourier. Tra i membri c'erano scrittori, insegnanti, studenti, funzionari governativi minori e ufficiali dell'esercito. Pur differendo nelle opinioni politiche, la maggior parte di loro erano oppositori dell'autocrazia zarista e della servitù. Come quello del gruppo Ljubomudrij fondato all'inizio del secolo, lo scopo del circolo era quello di discutere la filosofia e la letteratura occidentali che erano state ufficialmente bandite dal governo imperiale dello zar Nicola I. Tra gli altri del circolo, si annoverano gli scrittori Fëdor Dostoevskij e Michail Saltykov-Ščedrin, e i poeti Aleksej Pleščeev, Apollon Majkov e Taras Ševčenko.
Nicola I, allarmato dalla prospettiva che le rivoluzioni del 1848 si diffondessero in Russia, vedeva un grande pericolo in organizzazioni come il Circolo Petraševskij. Nel 1849, il Circolo fu sciolto, tutti i 123 membri furono arrestati e imprigionati e 21 di questi, tra cui Dostoevskij, furono condannati alla pena di morte. Mentre i condannati si trovavano sul patibolo, di fronte al plotone di fucilazione, fu concessa loro la grazia e la pena di morte convertita a un periodo di detenzione in Siberia. Nel 1856 fu proclamata l'amnistia.